# العلاقات الباربادوسية السيشلية
العلاقات الباربادوسية السيشلية هي العلاقات الثنائية التي تجمع بين باربادوس وسيشل.

## مقارنة بين البلدين
هذه مقارنة عامة ومرجعية للدولتين:
| وجه المقارنة                                              | باربادوس       | سيشل                                                |
| --------------------------------------------------------- | -------------- | --------------------------------------------------- |
| المساحة (كم2)                                             | 439            | 459                                                 |
| عدد السكان (نسمة)                                         | 285.72 ألف     | 95.84 ألف                                           |
| الكثافة السكانية (ن./كم²)                                 | 65.08 ألف      | 20.88 ألف                                           |
| العاصمة                                                   | بريدج تاون     | فيكتوريا                                            |
| اللغة الرسمية                                             | لغة إنجليزية   | لغة فرنسية، لغة إنجليزية، اللغة الكريولية السيشيلية |
| العملة                                                    | دولار بربادوسي | روبية سيشلية                                        |
| الناتج المحلي الإجمالي (بليون دولار)                      | 4.80 مليار     | 1.49 مليار                                          |
| الناتج المحلي الإجمالي (تعادل القوة الشرائية) بليون دولار | 4.66 مليار     | 2.54 مليار                                          |
| الناتج المحلي الإجمالي الاسمي للفرد دولار أمريكي          | 15.43 ألف      | 15.48 ألف                                           |
| الناتج المحلي الإجمالي للفرد دولار أمريكي                 | 16.06 ألف      | 26.42 ألف                                           |
| مؤشر التنمية البشرية                                      | 0.795          | 0.772                                               |
| رمز المكالمات الدولي                                      | +1246          | +248                                                |
| رمز الإنترنت                                              | .bb            | .sc                                                 |
| المنطقة الزمنية                                           | 00             | ت ع م+04:00                                         |

## منظمات دولية مشتركة
يشترك البلدان في عضوية مجموعة من المنظمات الدولية، منها:
| علم المنظمة | اسم المنظمة                                 | تاريخ انضمام باربادوس | تاريخ انضمام سيشل |
| ----------- | ------------------------------------------- | --------------------- | ----------------- |
|             | يونسكو                                      | 24 أكتوبر 1968        | 18 أكتوبر 1976    |
|             | وكالة ضمان الاستثمار متعدد الأطراف          | 12 أبريل 1988         | 15 سبتمبر 1992    |
|             | الأمم المتحدة                               | 9 ديسمبر 1966         | 21 سبتمبر 1976    |
|             | مجموعة دول أفريقيا والكاريبي والمحيط الهادئ | ?                     | ?                 |
|             | دول الكومنولث                               | ?                     | 1976              |
|             | الاتحاد البريدي العالمي                     | ?                     | ?                 |
|             | البنك الدولي للإنشاء والتعمير               | 12 سبتمبر 1974        | 29 سبتمبر 1980    |
|             | الاتحاد الدولي للاتصالات                    | 16 أغسطس 1967         | 17 سبتمبر 1999    |
|             | منظمة حظر الأسلحة الكيميائية                | ?                     | 29 أبريل 1997     |
|             | مؤسسة التمويل الدولية                       | 25 يونيو 1980         | 11 يونيو 1981     |
|             | المركز الدولي لتسوية المنازعات الاستشارية   | 1 ديسمبر 1983         | 19 أبريل 1978     |
|             | تحالف الدول الجزرية الصغيرة                 | ?                     | ?                 |
|             | منظمة الشرطة الجنائية الدولية               | ?                     | 1 سبتمبر 1977     |

## وصلات خارجية
- موقع وزارة الخارجية الباربادوسية
- موقع وزارة الخارجية السيشلية